# گابور سالای
گابور سالای (انگلیسی: Gábor Szalai؛ زادهٔ ۹ ژوئن ۲۰۰۰) بازیکن فوتبال اهل مجارستان است.